# 海西蒙藏哈萨克族自治州
海西蒙藏哈萨克族自治州，中华人民共和国旧自治州名。

## 沿革
1955年由海西蒙藏哈萨克族自治区改置。在今青海省北部。辖都兰、天峻二县和德令哈工作委员会。自治州人民政府驻都兰县察汗乌苏。1958年德令哈工作委员会改县；同时增设茶卡工作委员会。1959年撤销茶卡工作委员会，设立乌兰县。1952年撤销德令哈县。1963年改称海西蒙古族藏族哈萨克族自治州。 